# 23 tháng 5
Ngày 23 tháng 5 là ngày thứ 143 (144 trong năm nhuận) trong lịch Gregory. Còn 222 ngày trong năm.

## Sự kiện
- 619 – Vương Thế Sung tuyên bố vua Tùy là Dương Đồng hạ lệnh nhường ngôi cho mình, triều Tùy hoàn toàn kết thúc.
- 1430 – Jeanne d'Arc bị người Bourgogne bắt trong khi đang dẫn quân đến cứu viện Compiègne.
- 1592 – Một hạm đội của Nhật Bản dời đảo Tsushima đến Busan của Triều Tiên, Chiến tranh Nhâm Thìn bùng phát.
- 1844 – Một thương nhân tại Shiraz, Ba Tư tuyên bố rằng mình là một nhà tiên tri, sáng lập một phong trào tôn giáo là tiền thân của Bahá'í.
- 1885 - Kinh đô Huế thất thủ vào tay Pháp. Vua Hàm Nghi chạy khỏi Huế.
- 1915 – Chiến tranh thế giới thứ nhất: Ý tham gia phe Hiệp ước sau khi tuyên bố chiến tranh với Đế quốc Áo-Hung.
- 1945 – Chiến tranh thế giới thứ hai: Thống chế đội cận vệ Đức Quốc xã là Heinrich Himmler tự sát trong khi bị Đồng Minh giam giữ.
- 1949 – Tây Berlin thành lập, bao gồm các khu vực chiếm đóng của Hoa Kỳ, Anh Quốc và Pháp.
- 1977 – Việt Nam và vương quốc Tây Ban Nha thiết lập quan hệ ngoại giao giữa hai nước.
- 1983 – Thành lập vườn quốc gia Cát Bà.
- 1995 – Phiên bản đầu tiên của ngôn ngữ lập trình Java được phát hành.

## Sinh
- 1052 – Vua Philippe I của Pháp (m. 1108).
- 1707 – Carl Linnaeus, bác sĩ kiêm nhà thực vật học và nhà động vật học người Thụy Điển (m. 1778).
- 1844 – Abdu'l-Bahá, con trai cả của Bahá'u'lláh và người đứng đầu của tôn giáo Bahá'í từ 1892 đến 1921.
- 1870 – Nơ Trang Long, người lãnh đạo nhân dân các dân tộc Tây Nguyên đánh giặc Pháp trong suốt 24 nǎm (m. 1935).
- 1958 – Drew Carey, diễn viên người Mỹ.

## Mất
- 1125 – Henry V, Hoàng đế La Mã (s. 1081).
- 1696 – Tống Thị Lĩnh, tôn hiệu Hiếu Nghĩa Hoàng hậu, cung tần của chúa Nguyễn Phúc Thái, mẹ của chúa Nguyễn Phúc Chu (s. 1653).
- 1847 – Nguyễn Phúc Miên Mật, tước phong Quảng Ninh Quận vương, hoàng tử con vua Minh Mạng (s. 1825).
- 1866 – Nguyễn Phúc Đoan Thận, phong hiệu Tân Hòa Công chúa, công chúa con vua Minh Mạng (s. 1822).
- 1945 – Heinrich Himmler tự sát (s. 1900)
- 2014 – Thanh Bình, nhạc sĩ, tác giả bài Tình lỡ